# Christian Lohbauer
Christian Lohbauer (São Paulo, 5 de enero de 1967) es un profesor y politólogo brasileño. Fue candidato a vicepresidente de Brasil en la elección de 2018, por el Partido Nuevo, en la fórmula de João Amoêdo. Es también uno de los fundadores del partido.

## Biografía
Maestría y doctor en Ciencias Políticas por la Universidad de São Paulo (USP), fue becario CAPES entre 1992 y 1994, y becario de la Fundación Konrad Adenauer en la Universidad de Bonn, Alemania, entre 1994 y 1997 y becario CNPq entre 1994 y 1999. Es profesor de Relaciones Internacionales desde 1998. Fue gerente de Relaciones Internacionales de la Federación de las Industrias del Estado de São Paulo (FIESP), entre 2002 y 2005. Fue Presidente Ejecutivo de CitrusBR y Director Ejecutivo de la Asociación Brasileña de Empresas de Ingeniería de Fundaciones y Geotecnia (ABEF). Enseñó disciplinas en cursos de Relaciones Internacionales y Comercio Exterior en la Universidad Mackenzie y enseñó posgrado lato sensu en Negociaciones Internacionales del programa Santiago Dantas (UNESP/PUC/Unicamp).

## Posicionamientos
Defiende el Fondo de Garantía del Tiempo de Servicio (FGTS) como opcional al trabajador. En un debate de los asesores económicos en la Universidad de Brasilia (UnB), defendió que la reducción del costo del capital vendrá con el incentivo a la inversión. "Eso tiene que ocurrir a través del aumento de la inversión con foco en la libre iniciativa". Para aumentar la productividad, defiende "agregar valor agregado a la hora del trabajador" con mejora de la educación y entrenamiento. "Es tener más ciencia y más valor con una remuneración mejor y una educación mejor. E inversión en tecnología", dijo al defender que haya apertura de la economía de Brasil.
Defiende la reforma que establezca el final del fondo partidario, la vuelta de la financiación de campaña por personas jurídicas con límites de contribución establecidos con criterios transparentes y disponibles a todos. Según Lohbauer, el sistema electoral debería ser el distrito mixto sin complejidad, y fidelidad partidaria en el mandato.

## Libros
- Lohbauer, Christian; Abrahão, Larissa P.: “O suco de laranja brasileiro e o caso Carbendazim nos Estados Unidos: quando ambos os lados saem perdendo”, in Dantas, Adriana (Org.): “Os desafios regulatórios que afetam o agronegócio exportador: casos práticos e lições de como enfrentá-los”, São Paulo, Editora Singular, 2014, pp. 81-94[1]
- Lohbauer, Christian: “Brasil e Alemanha: seis décadas de intensa parceria econômica”, in J. Themoteo, Reinaldo (Coord.): “Relações Brasil – Alemanha: Cadernos Adenauer”, Río de Janeiro, 2013, pp. 29-42[1]
- Lohbauer, Christian: “New and old challenges of the trade agreement between the European Union and Mercosur”, in Apex Brasil, the Brazilian Trade and Investment Promotion Agency (Coord.): “Mercosur: European Union Dialogue”, 2013[1]
- Lohbauer, Christian (Coord.): “Acesso a Mercados para Bens Não-Agrícolas”, in “O Brasil e os Grandes Temas do Comércio Internacional”, Thorstensen, Vera; Jank, Marcos (Editores), Ed. Aduaneiras, 2005[1]